# Мурованська сільська рада (Старосамбірський район)
Мурованська сільська рада — орган місцевого самоврядування у Старосамбірському районі Львівської області. Адміністративний центр — село Муроване.

## Загальні відомості
Мурованська сільська рада утворена в 1939 році.

## Населені пункти
Сільській раді підпорядковані населені пункти:
- с. Муроване
- с. Березів
- с. Тарнавка
- с. Шумина

## Склад ради
Рада складається з 16 депутатів та голови.

### Керівний склад попередніх скликань
| ПІБ                      | Основні відомості                                                               | Дата обрання | Дата звільнення |
| ------------------------ | ------------------------------------------------------------------------------- | ------------ | --------------- |
| Дідун Ярослав Степанович | Сільський голова, 1957 року народження, освіта середня спеціальна               | 26.03.2006   | 31.10.2010      |
| Дідун Ярослав Степанович | Сільський голова, 1957 року народження, освіта середня спеціальна, безпартійний | 31.10.2010   |                 |

Примітка: таблиця складена за даними джерела